# Hans Hermann Remmers
Hans Hermann Remmers (* 13. Juli 1906 in Wilhelmshaven; † 18. August 1963 in der Justizvollzugsanstalt Diez) war ein deutscher SS-Obersturmbannführer und Teilkommandoführer des Einsatzkommandos 1b der Einsatzgruppe A.

## Leben
Hans Hermann Remmers war Sohn des Malermeisters Friedrich Remmers. In Wilhelmshaven besuchte er die Volksschule und die Oberrealschule bis zur Obersekundareife  im Jahre 1923. Nach Abschluss der kaufmännischen Lehre bei der Baumwollfirma Haak und Nebelthau in Bremen studierte er in den Jahren 1926–1929 Volks- und Betriebswirtschaft, ohne jedoch eine Abschlussprüfung abzulegen. Bis 1930 war er im Versicherungswesen, dann bis 1933 als kaufmännischer Angestellter in der Papierbranche tätig.
Zum 1. Februar 1932 trat er der NSDAP (Mitgliedsnummer 982.009) und der Allgemeinen SS bei (SS-Nummer 40.876). Am 5. Dezember 1933 wurde er hauptamtlich beim SD-Hauptamt in München angestellt. Von hier kam er im Januar 1934 zum SD-Oberabschnitt Berlin, wo er bis zu seiner Rückversetzung nach München im Jahre 1937 blieb. In München tat er Dienst als Stabsführer beim SD-Abschnitt. 1938 war er auch einige Monate nach Augsburg abkommandiert. Nach dem Einmarsch in das Sudetenland leitete Remmers eine SD-Außenstelle in Böhmisch Eisenstein und anschließend bis 1940 eine SD-Dienststelle in Budweis.
1940 wurde er als Führer des SD-Abschnitts Allenstein eingesetzt. Nach seinen eigenen Angaben hörte Remmers hier in Allenstein zu Beginn des Russlandfeldzuges erstmals von Massentötungen von Juden durch Einsatzkommandos der Sicherheitspolizei und des SD. Etwa im Oktober 1941 wurde Remmers zur Einsatzgruppe A abkommandiert. Der Chef der Einsatzgruppe A Franz Stahlecker schickte ihn nach Minsk, wo er bis Mitte November 1941 einen kleinen Trupp von Angehörigen verschiedener Einsatzkommandos führte. Hier kam es zu Massenerschießung von Juden. Mitte November 1941 wurde Remmers nach Tschudowo kommandiert, wo er einen Teil des Einsatzkommandos 1b übernahm. Im Januar 1942 wurde er nach Cholm verlegt. Von April bis Juli 1942 führte er ein Kommando in Krasnowgardeisk. Anschließend wurde er zum Hauptamt Volksdeutsche Mittelstelle versetzt, als deren Beauftragter er beim Höheren SS- und Polizeiführer in Krakau Verwendung fand. Im Januar 1945 geriet er in russische Gefangenschaft, aus der er im September entlassen wurde.
Im November 1946 wurde Remmers durch die Amerikaner interniert. Im Entnazifizierungsverfahren erhielt er 1948 wegen Zugehörigkeit zu einer verbrecherischen Organisation eine Gefängnisstrafe von eineinhalb Jahre, die durch die Internierungshaft als verbüßt galt. Bis 1952 war er arbeitslos, fand dann aber Arbeit als kaufmännischer Angestellter in München. Am 12. Juni 1961 wurde er vom Landgericht Koblenz wegen Beihilfe zum Mord zu 8 Jahren Zuchthaus verurteilt. Er starb in der Haft.